# Arrondissement de Châlons-en-Champagne
L'arrondissement de Châlons-en-Champagne est une division administrative française, située dans le département de la Marne et la région Grand Est.

## Composition

Limite de l'arrondissement avant le 31 mars 2017

### Découpage cantonal avant 2015
Liste des cantons de l'arrondissement de Châlons-en-Champagne :
- canton de Châlons-en-Champagne-1 ;
- canton de Châlons-en-Champagne-2 ;
- canton de Châlons-en-Champagne-3 ;
- canton de Châlons-en-Champagne-4 ;
- canton d'Écury-sur-Coole ;
- canton de Marson ;
- canton de Suippes ;
- canton de Vertus.

### Découpage communal entre 2015 et 2017
Dès 2015, le nombre de communes des arrondissements varie chaque année soit du fait du redécoupage cantonal de 2014 qui a conduit à l'ajustement de périmètres de certains arrondissements, soit à la suite de la création de communes nouvelles. Le nombre de communes de l'arrondissement de Châlons-en-Champagne reste quant à lui inchangé dès 2015 et égal à 100. Au 1er janvier 2017, l'arrondissement groupe les 100 communes suivantes :
1. Aigny
2. Athis
3. Aulnay-sur-Marne
4. Bergères-lès-Vertus
5. Billy-le-Grand
6. Bouy
7. Breuvery-sur-Coole
8. Bussy-le-Château
9. Bussy-Lettrée
10. Cernon
11. Chaintrix-Bierges
12. Châlons-en-Champagne
13. Champigneul-Champagne
14. Cheniers
15. La Cheppe
16. Cheppes-la-Prairie
17. Chepy
18. Cherville
19. Clamanges
20. Val-des-Marais
21. Compertrix
22. Condé-sur-Marne
23. Coolus
24. Coupetz
25. Coupéville
26. Courtisols
27. Cuperly
28. Dampierre-au-Temple
29. Dampierre-sur-Moivre
30. Écury-le-Repos
31. Écury-sur-Coole
32. L'Épine
33. Étréchy
34. Fagnières
35. Faux-Vésigneul
36. Francheville
37. Le Fresne
38. Germinon
39. Givry-lès-Loisy
40. Les Grandes-Loges
41. Isse
42. Jâlons
43. Jonchery-sur-Suippe
44. Juvigny
45. Livry-Louvercy
46. Loisy-en-Brie
47. Mairy-sur-Marne
48. Marson
49. Matougues
50. Moivre
51. Moncetz-Longevas
52. Mourmelon-le-Grand
53. Mourmelon-le-Petit
54. Nuisement-sur-Coole
55. Omey
56. Pierre-Morains
57. Pocancy
58. Pogny
59. Poix
60. Recy
61. Rouffy
62. Saint-Étienne-au-Temple
63. Saint-Germain-la-Ville
64. Saint-Gibrien
65. Saint-Hilaire-au-Temple
66. Saint-Hilaire-le-Grand
67. Saint-Jean-sur-Moivre
68. Saint-Mard-lès-Rouffy
69. Sainte-Marie-à-Py
70. Saint-Martin-aux-Champs
71. Saint-Martin-sur-le-Pré
72. Saint-Memmie
73. Saint-Pierre
74. Saint-Quentin-sur-Coole
75. Sarry
76. Sogny-aux-Moulins
77. Somme-Suippe
78. Somme-Vesle
79. Souain-Perthes-lès-Hurlus
80. Soudron
81. Soulières
82. Suippes
83. Thibie
84. Togny-aux-Bœufs
85. Trécon
86. Vadenay
87. Vatry
88. Vaudemange
89. Vélye
90. Vert-Toulon
91. Vertus
92. Vésigneul-sur-Marne
93. La Veuve
94. Villeneuve-Renneville-Chevigny
95. Villers-le-Château
96. Villeseneux
97. Vitry-la-Ville
98. Voipreux
99. Vouzy
100. Vraux

### Découpage communal depuis 2017
Au 31 mars 2017, une réorganisation des arrondissements est effectuée, pour mieux intégrer les récentes modifications des intercommunalités et faire coïncider les arrondissements aux circonscriptions législatives ; l'ensemble des 67 communes de l'arrondissement de Sainte-Menehould rejoignent l'arrondissement, quatre communes (Haussimont, Lenharrée, Montépreux et Vassimont-et-Chapelaine) passent d'Épernay vers Châlons-en-Champagne, une commune (Baconnes) passe de Reims à Châlons-en-Champagne et trois communes (Dommartin-Lettrée, Sommesous et Soudé) passe de Vitry-le-François à Châlons-en-Champagne. Vingt-cinq communes sont détachées de l'arrondissement, vingt-trois communes (Athis, Bergères-lès-Vertus, Chaintrix-Bierges, Clamanges, Écury-le-Repos, Étréchy, Germinon, Givry-lès-Loisy, Loisy-en-Brie, Pierre-Morains, Pocancy, Rouffy, Saint-Mard-lès-Rouffy, Soulières, Trécon, Val-des-Marais, Vélye, Vert-Toulon, Vertus, Villeneuve-Renneville-Chevigny, Villeseneux, Voipreux et Vouzy) rejoignent celui d'Épernay et deux communes (Billy-le-Grand et Vaudemange) intègrent celui de Reims.
Au 1er janvier 2024, l'arrondissement groupe les 150 communes suivantes :
1. Aigny
2. Argers
3. Aulnay-sur-Marne
4. Auve
5. Baconnes
6. Belval-en-Argonne
7. Berzieux
8. Binarville
9. Bouy
10. Braux-Sainte-Cohière
11. Braux-Saint-Remy
12. Breuvery-sur-Coole
13. Bussy-le-Château
14. Bussy-Lettrée
15. Cernay-en-Dormois
16. Cernon
17. Châlons-en-Champagne
18. Champigneul-Champagne
19. La Chapelle-Felcourt
20. Les Charmontois
21. Le Châtelier
22. Châtrices
23. Chaudefontaine
24. Le Chemin
25. Cheniers
26. La Cheppe
27. Cheppes-la-Prairie
28. Chepy
29. Cherville
30. Compertrix
31. Condé-sur-Marne
32. Contault
33. Coolus
34. Coupetz
35. Coupéville
36. Courtémont
37. Courtisols
38. La Croix-en-Champagne
39. Cuperly
40. Dampierre-au-Temple
41. Dampierre-le-Château
42. Dampierre-sur-Moivre
43. Dommartin-Dampierre
44. Dommartin-Lettrée
45. Dommartin-sous-Hans
46. Dommartin-Varimont
47. Éclaires
48. Écury-sur-Coole
49. Élise-Daucourt
50. Épense
51. L'Épine
52. Fagnières
53. Faux-Vésigneul
54. Florent-en-Argonne
55. Fontaine-en-Dormois
56. Francheville
57. Le Fresne
58. Givry-en-Argonne
59. Gizaucourt
60. Les Grandes-Loges
61. Gratreuil
62. Hans
63. Haussimont
64. Herpont
65. Isse
66. Jâlons
67. Jonchery-sur-Suippe
68. Juvigny
69. Laval-sur-Tourbe
70. Lenharrée
71. Livry-Louvercy
72. Maffrécourt
73. Mairy-sur-Marne
74. Malmy
75. Marson
76. Massiges
77. Matougues
78. Minaucourt-le-Mesnil-lès-Hurlus
79. Moiremont
80. Moivre
81. Moncetz-Longevas
82. Montépreux
83. Mourmelon-le-Grand
84. Mourmelon-le-Petit
85. La Neuville-au-Pont
86. La Neuville-aux-Bois
87. Noirlieu
88. Nuisement-sur-Coole
89. Omey
90. Passavant-en-Argonne
91. Pogny
92. Poix
93. Rapsécourt
94. Recy
95. Remicourt
96. Rouvroy-Ripont
97. Saint-Étienne-au-Temple
98. Saint-Germain-la-Ville
99. Saint-Gibrien
100. Saint-Hilaire-au-Temple
101. Saint-Hilaire-le-Grand
102. Saint-Jean-sur-Moivre
103. Saint-Jean-sur-Tourbe
104. Saint-Mard-sur-Auve
105. Saint-Mard-sur-le-Mont
106. Sainte-Marie-à-Py
107. Saint-Martin-aux-Champs
108. Saint-Martin-sur-le-Pré
109. Saint-Memmie
110. Sainte-Menehould
111. Saint-Pierre
112. Saint-Quentin-sur-Coole
113. Saint-Remy-sur-Bussy
114. Saint-Thomas-en-Argonne
115. Sarry
116. Servon-Melzicourt
117. Sivry-Ante
118. Sogny-aux-Moulins
119. Somme-Bionne
120. Sommepy-Tahure
121. Sommesous
122. Somme-Suippe
123. Somme-Tourbe
124. Somme-Vesle
125. Somme-Yèvre
126. Souain-Perthes-lès-Hurlus
127. Soudé
128. Soudron
129. Suippes
130. Thibie
131. Tilloy-et-Bellay
132. Togny-aux-Bœufs
133. Vadenay
134. Valmy
135. Vassimont-et-Chapelaine
136. Vatry
137. Verrières
138. Vésigneul-sur-Marne
139. La Veuve
140. Le Vieil-Dampierre
141. Vienne-la-Ville
142. Vienne-le-Château
143. Villers-en-Argonne
144. Villers-le-Château
145. Ville-sur-Tourbe
146. Virginy
147. Vitry-la-Ville
148. Voilemont
149. Vraux
150. Wargemoulin-Hurlus

## Démographie
En 2022, l'arrondissement comptait 107 104 habitants.
| 1968   | 1975   | 1982   | 1990    | 1999    | 2006    | 2011    | 2016    | 2021    |
| ------ | ------ | ------ | ------- | ------- | ------- | ------- | ------- | ------- |
| 87 924 | 96 770 | 99 531 | 100 647 | 100 112 | 101 220 | 101 944 | 109 916 | 107 923 |

| 2022    | - | - | - | - | - | - | - | - |
| ------- | - | - | - | - | - | - | - | - |
| 107 104 | - | - | - | - | - | - | - | - |